# Tony Bradley

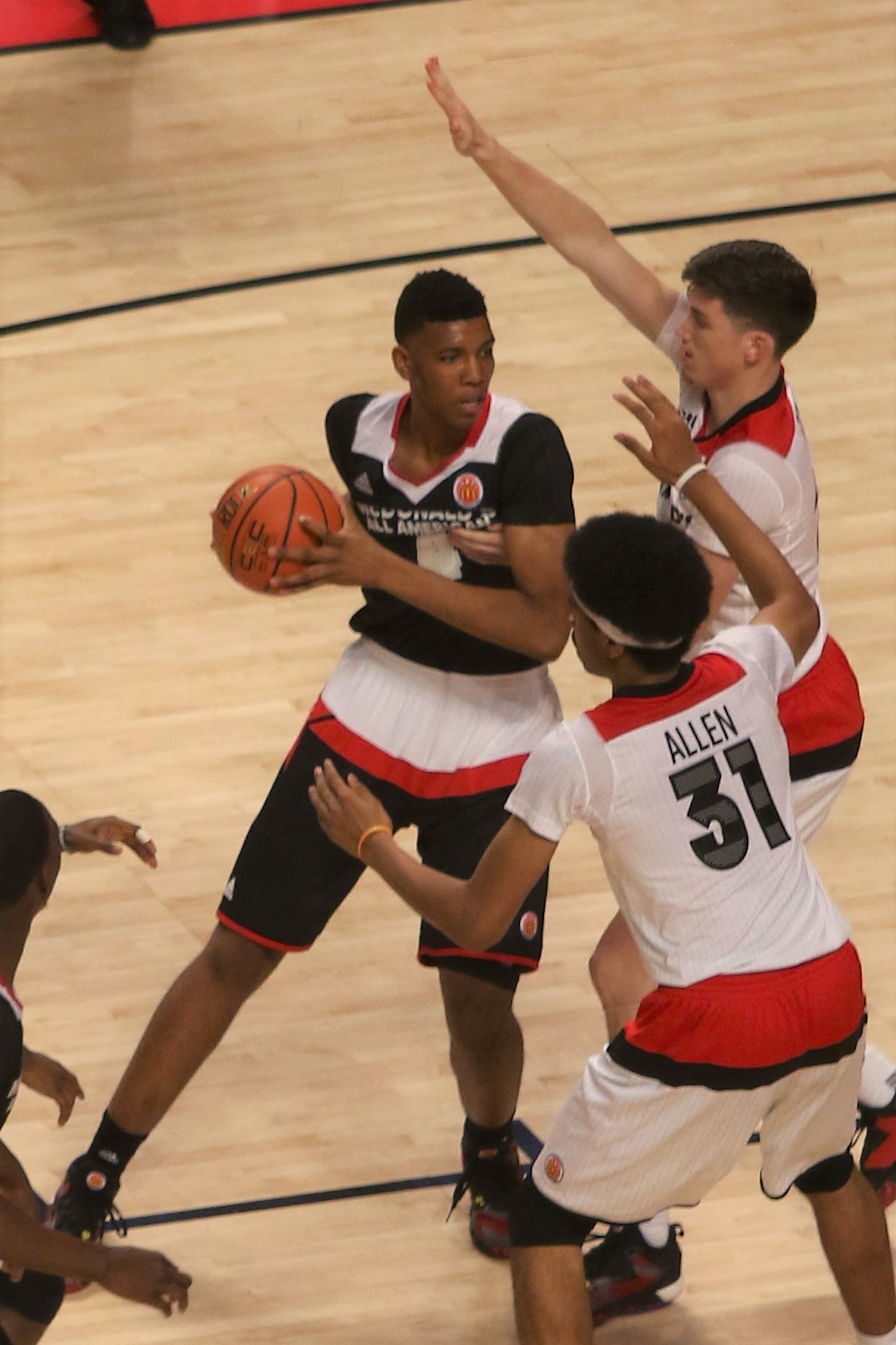
Tony Bradley, 2016.

Tony Lee Bradley Jr., född 8 januari 1998 i Bartow i Florida, är en amerikansk professionell basketspelare (C/PF) som spelar för Indiana Pacers i National Basketball Association (NBA). Han har tidigare spelat för Utah Jazz, Philadelphia 76ers, Oklahoma City Thunder och Chicago Bulls.
Bradley draftades av Los Angeles Lakers i första rundan i 2017 års draft som 28:e spelare totalt.
Innan han blev proffs studerade Bradley vid University of North Carolina at Chapel Hill och spelade för deras idrottsförening North Carolina Tar Heels.